# Блу-Скай (гора)
Блу-Скай (англ. Blue Sky), до 16 октября 2023 года — Э́ванс (англ. Mount Evans) — гора в округе Клир-Крик, штат Колорадо, США. Высота — 4348 метров над уровнем моря, впервые покорена в 1863 году.

## География и геология

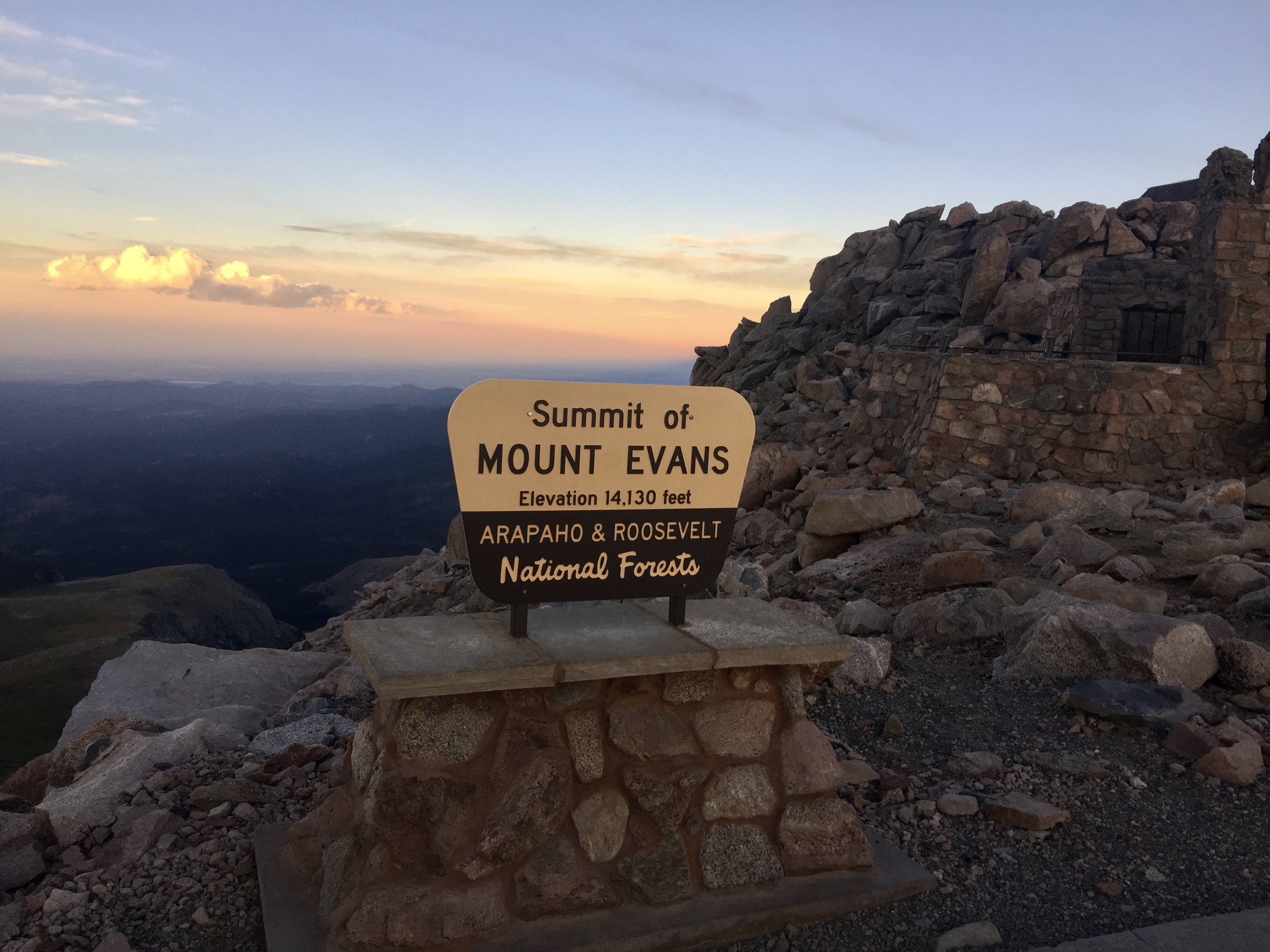
Знак на вершине горы. Надпись гласит: «Вершина горы Эванс. Высота 14130 футов. Национальные леса́ Арапахо и Рузвельт».

Гора Эванс входит в состав Передового хребта, который является частью Скалистых гор. Высота Эванс над уровнем моря составляет 4348 метров, относительная высота — 839 метров. В привершинной части Эванс расположены несколько глубоких каров, наполненных водой. Туристы посещают Эванс в основном на автомобилях, для чего в 1930 году была проложена специальная обзорная асфальтированная дорога Mount Evans Scenic Byway (проезд стоит 10 долларов (по данным на июль 2013 года), зимой дорога закрыта). Эванс входит в состав заповедника Mount Evans Wilderness. Эванс по большей части состоит из батолита возрастом около 1,7 млрд лет. Встречаются участки из гранодиорита.

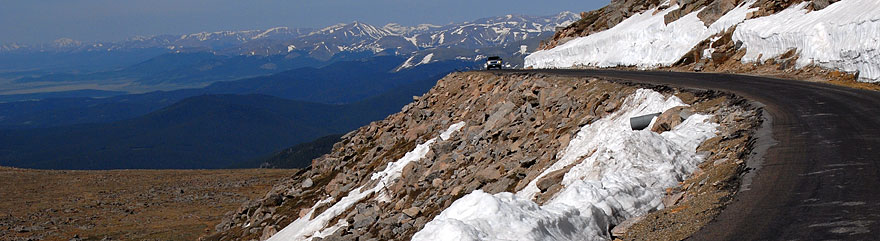
Дорога к вершине — самая высокая асфальтированная дорога в США

## История
Изначально гора Блу-Скай звалась Розали — это название дал ей американский художник Альберт Бирштадт в честь жены журналиста и писателя Фитца Хью Ладлоу, которая после ранней смерти мужа стала женой Бирштадта. Именно Бирштадт считается первым покорителем вершины Блу-Скай, когда он добрался туда в 1863 году вместе с политиком Уильямом Байерсом в поисках новых сюжетов для своих пейзажей.
В 1873 году художник, фотограф, издатель, геолог и исследователь Уильям Джексон впервые измерил высоту Блу-Скай с помощью триангуляции: по его исследованию вышло 4367,7 метра.
В 1895 году гора получила имя Эванс, в честь Джона Эванса, губернатора Территории Колорадо в 1862—1865 годах.
В 1941 году на вершине Блу-Скай был выстроен «Дом на гребне», в котором располагался ресторан и сувенирный магазин. В 1979 году здание сгорело после взрыва ёмкости с пропаном и не было восстановлено. Его руины ныне являются туристической достопримечательностью.
C 1962 года по Блу-Скай проводится велосипедная гонка на скоростной подъём в гору Mount Evans Hill Climb: длина маршрута составляет 44,1 км, высота подъёма — 2008 метров, финиш находится в 39 метрах ниже вершины.
16 октября 2023 года гора была переименована в Блу-Скай в честь индейцев арапахо. Поводом для переименования стала ответственность Джона Эванса за бойню на Сэнд-Крик.

## Климат
Атмосферное давление на вершине составляет около 460 мм рт. ст. (норма — 760), поэтому многие люди испытывают здесь высотную болезнь. Средняя температура воздуха здесь −8 °С, минимальная — −40 °С, максимальная — 24 °С. Средняя скорость ветра на вершине составляет 46—56 км/ч (12,8—15,6 м/с), максимальная зарегистрированная — 198 км/ч (55 м/с). В подавляющем большинстве случаев ветер дует с западо-юго-запада.
28 июля 2012 года Блу-Скай на высоте 3600 метров подвергся атаке небольшого короткоживущего торнадо, который не причинил ни смертей, ни ранений, ни разрушений. Это был один из самых высокогорных торнадо из когда-либо зарегистрированных в США.

## Флора и фауна
Из деревьев на склонах Блу-Скай доминирует сосна скрученная, реже встречаются ель голубая и тополь осинообразный. На восточном склоне Блу-Скай встречается сосна остистая, возраст некоторых деревьев оценивается более чем в 1600 лет — несколько десятилетий эти деревья считались самыми старыми в Колорадо. После границы леса начинается криволесье: горная тундра. Там распространены ива травянистая, аквилегия скалистая, карликовые подсолнечники. При приближении к вершине остаются практически только подушкообразные растения.
В любой точке горы Блу-Скай можно встретить пум, ниже границы леса обитают барибалы. Эти хищники питаются живущими здесь толсторогами, снежными козами и желтобрюхими сурками. В заметных количествах на горе живут пищухи (выше границы леса), вапити и чернохвостые олени (ниже границы леса). Из птиц чаще всего встречаются белохвостые куропатки, черноголовые розовые вьюрки, коньки, у самой вершины можно встретить скального длинноклювого крапивника.

## Исследования и эксперименты
В 1931 году на горе Блу-Скай проводил исследования космических лучей физик Артур Комптон. В 1939 году Бруно Росси впервые точно измерил период жизни мюона: для этого он использовал лаборатории на горе Блу-Скай, у близлежащего озера Эко, в Денвере и Чикаго. В 1950-х годах Эванс вошёл, наряду с Эгюий-дю-Миди, Миди-де-Бигор и Юнгфрау, в число лучших высокогорных мест в мире для проведения физических экспериментов. В 1965 году на вершине горы Исследовательской Ассоциацией Университетов Среднего Запада была начата долгосрочная программа экспериментов в области физики элементарных частиц с использованием одного из мощнейших на то время ускорителя заряженных частиц. Начались исследования в обычном полуприцепе, но уже в следующем году недалеко от вершины была выстроена полевая лаборатория. Через несколько месяцев здание было перемещено на 8 километров севернее и на 1100 метров ниже, к озеру Эко, где исследования продолжились до 1972 года. В том же 1972 году Денверский университет установил почти на самой вершине Эванс 60-сантиметровый телескоп системы Ричи — Кретьена. Наиболее примечательными его исследованиями стали наблюдения за только открытой кометой Когоутека (1973) и кометой Галлея (1986). В 1995 году Денверский университет превратил одинокий телескоп в обсерваторию Мейера — Уомбла, которая стоит лишь в 22 метрах ниже вершины. С 1972 по 2000 год эта обсерватория (считая таковой и первый телескоп) являлась самой высокой оптической обсерваторией в мире.
В 1940 году на Блу-Скай проводились исследования в такой редкой области медицины как высокогорная психология. В 1966 году там же проводилось изучение эффектов такого новшества как высокогорная тренировка бегунов-легкоатлетов.

## См. также

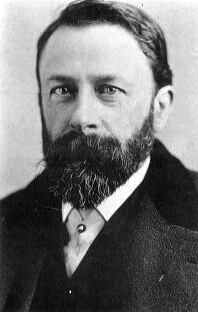
Альберт Бирштадт — первый покоритель Блу-Скай (1863)
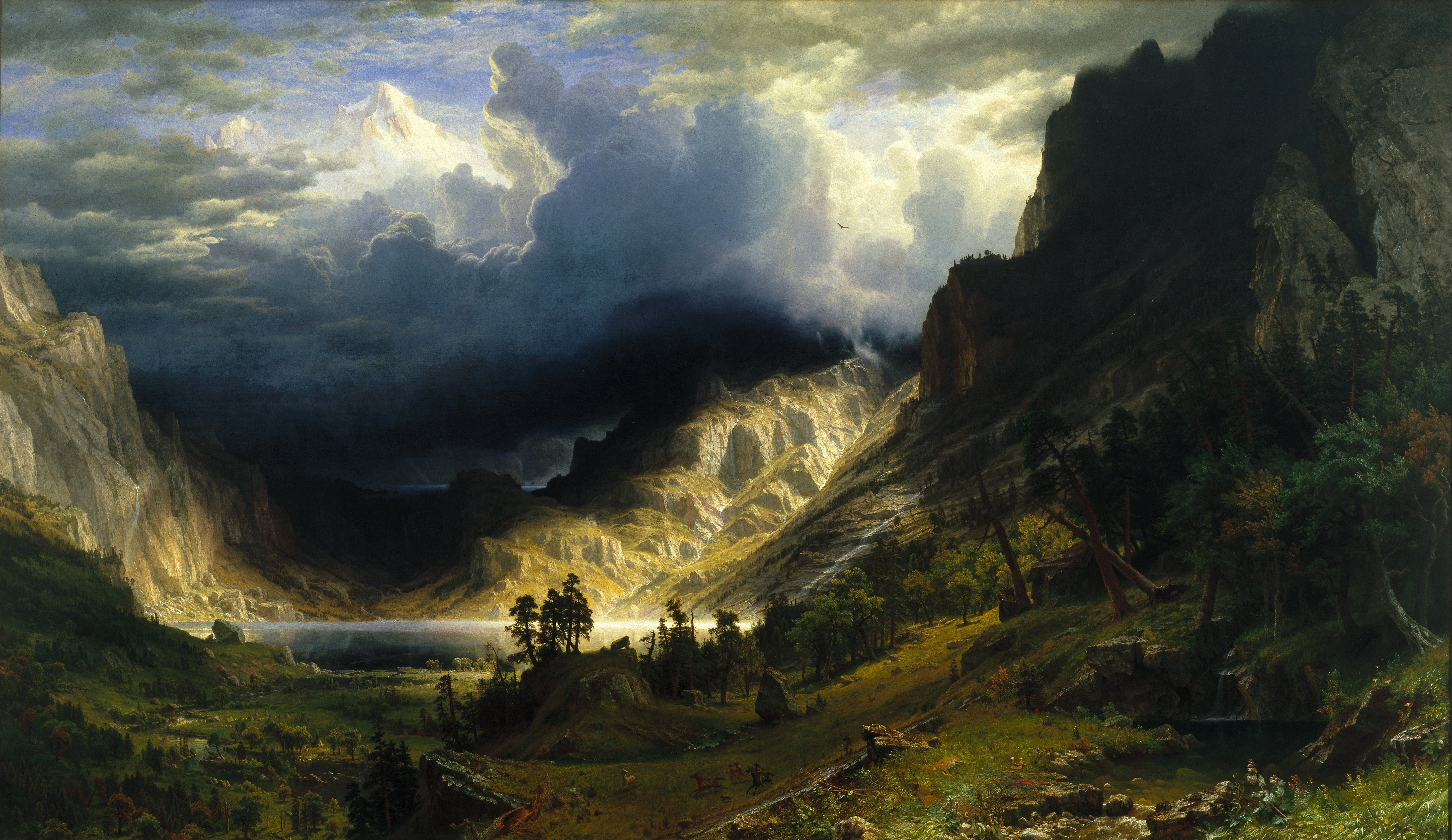
«Буря в Скалистых горах, гора Розали» — картина Альберта Бирштадта 1866 года
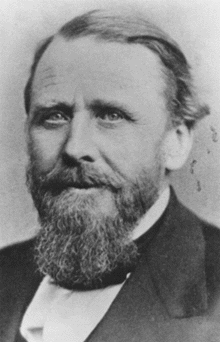
Эванс, Джон (губернатор) — политик, в честь которого гора получила своё имя в 1895 году
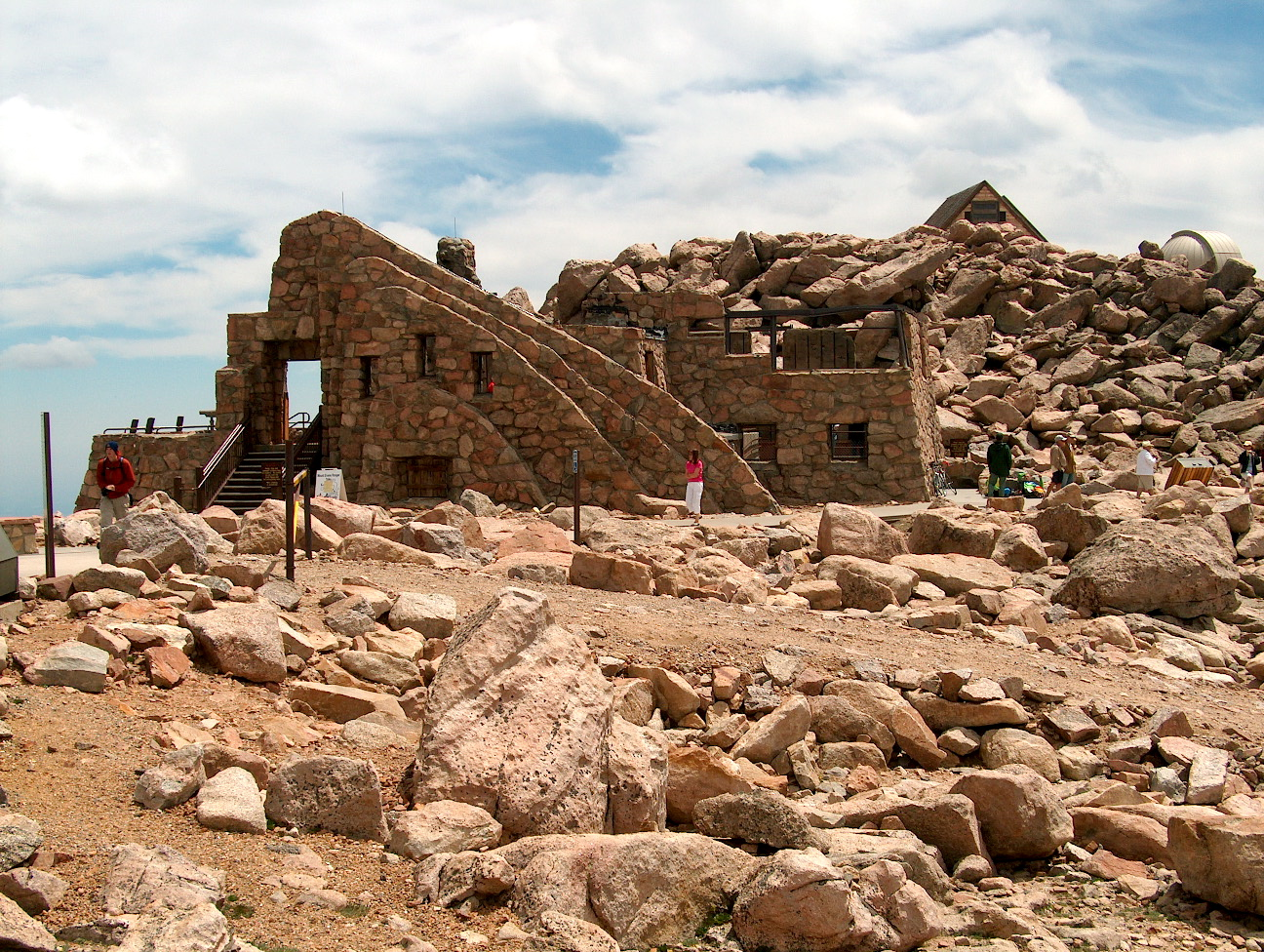
Частично реставрированный Дом на гребне (фото 2006 года)